# Chae Rim
Park Chae-rim, meglio conosciuta come Chae Rim (in coreano: 박채림?, Bak Chae-rimLR; Seul, 28 marzo 1979), è un'attrice sudcoreana che ha debuttato nel 1994.
Ha recitato in fiction drammatiche sudcoreane tra cui All about Eve (2000), Dal-ja's Spring (2007) e Oh! My Lady (2010).

## Carriera
Chae Rim ha debuttato come Miss Haitai nel 1994. Dopo aver recitato in molti drammi televisivi, è diventata famosa per i suoi ruoli in All about Eve e Dal-ja's Spring negli anni 2000. Gode di grande popolarità come star della Hallyu in Cina e Taiwan, dove ha realizzato diverse serie.
Chae Rim ha anche co-ospitato lo spettacolo di varietà dell'MBC Music Camp nel 1999 e nel 2000. Nel 2010 Park è tornata sul piccolo schermo con Oh! My Lady, con Choi Si-won di Super Junior.
Nel novembre 2018, Chae Rim ha firmato con la nuova agenzia Hunus Entertainment.

## Vita privata
Chae Rim sposò il cantante Lee Seung-hwan (14 anni più grande di lei) il 24 maggio 2003. Il 31 marzo 2006, l'agenzia di Lee Cloud, Fish, ha diffuso la notizia del divorzio della coppia affermando che a causa di differenze di personalità la coppia era già separata dal dicembre 2005.
Nel marzo 2014 ha ammesso di uscire con l'attore cinese Gao Ziqi. Gao e Chae Rim si sono sposati in Cina il 14 ottobre 2014. Ha dato alla luce un figlio, Min-Woo, nel dicembre 2017. Hanno divorziato nel 2020.

## Premi e riconoscimenti
- 2007 - KBS Drama Awards 2007: Premio Top Excellence, Attrice
- 2007 - China BQ Awards: premio per la stella asiatica preferita
- 2006 - China Annual Golden TVS Awards: star internazionale più popolare
- 2000 - SBS Drama Awards: Premio di popolarità
- 1999 - MBC Drama Awards: Premio di popolarità
- 1999 - MBC Drama Awards: premio per la migliore coppia
- 1999 - Baeksang Arts Awards: migliore attrice esordiente in TV
- 1998 - MBC Drama Awards: Miglior Attrice Esordiente